# Saaß (Auerbach)
Saaß ist ein Gemeindeteil der Oberpfälzer Stadt Auerbach in der Oberpfalz im Landkreis Amberg-Sulzbach in Bayern.

## Lage
Der Weiler liegt etwa 2,8 Kilometer nordwestlich der Stadt Auerbach. Zu erreichen ist der Ort nur über eine im Ort endende Seitenstraße der Bundesstraße 85. Die Nachbarorte im Uhrzeigersinn sind Hammerberg, Ohrenbach, Reichenbach, Auerbach und Michelfeld.

## Beschreibung

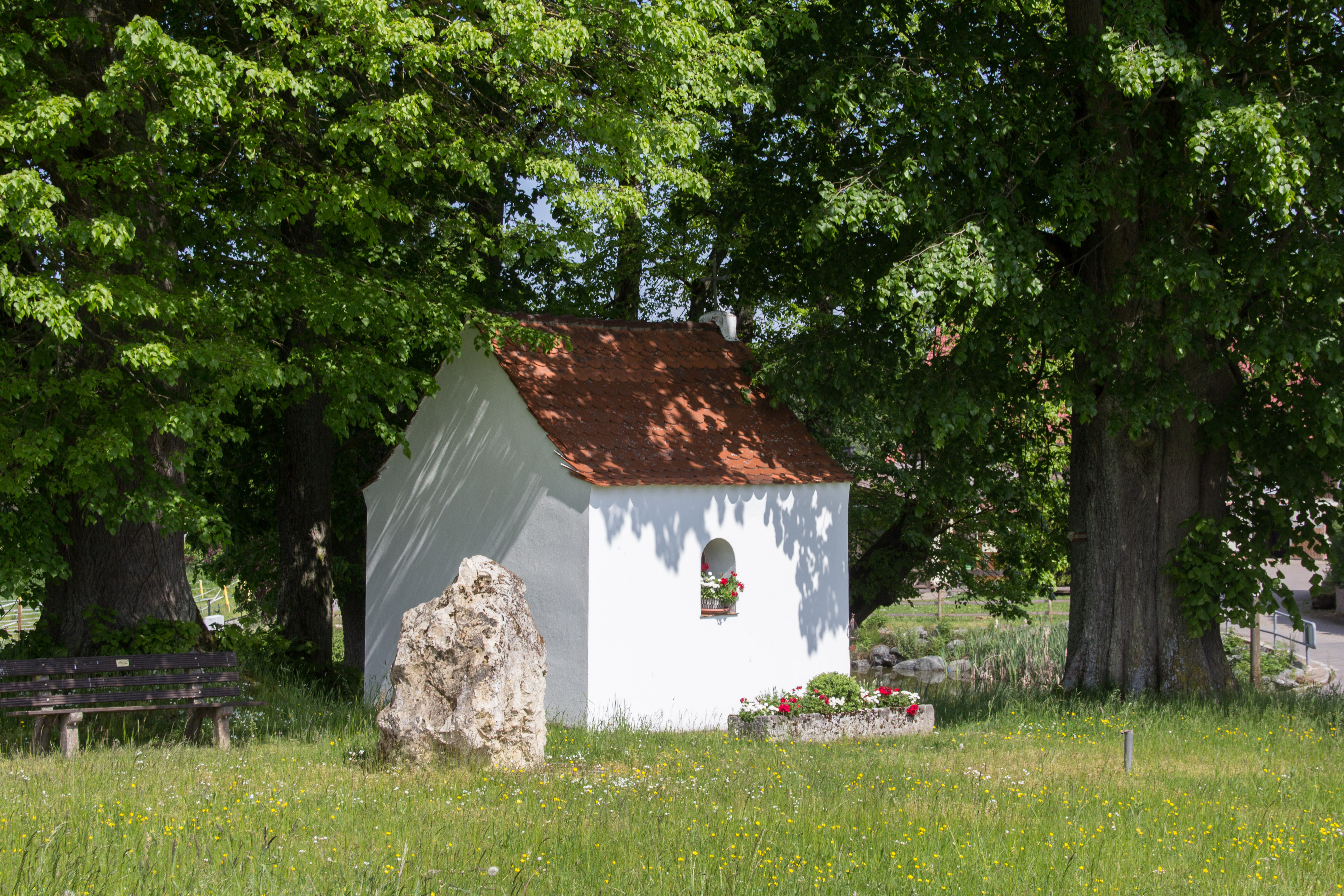
Marienkapelle

Der Ort ist ländlich geprägt und hat keine Einkaufsmöglichkeiten. Im Ortskern befindet sich das Pferdeparadies Saaß.

## Natur

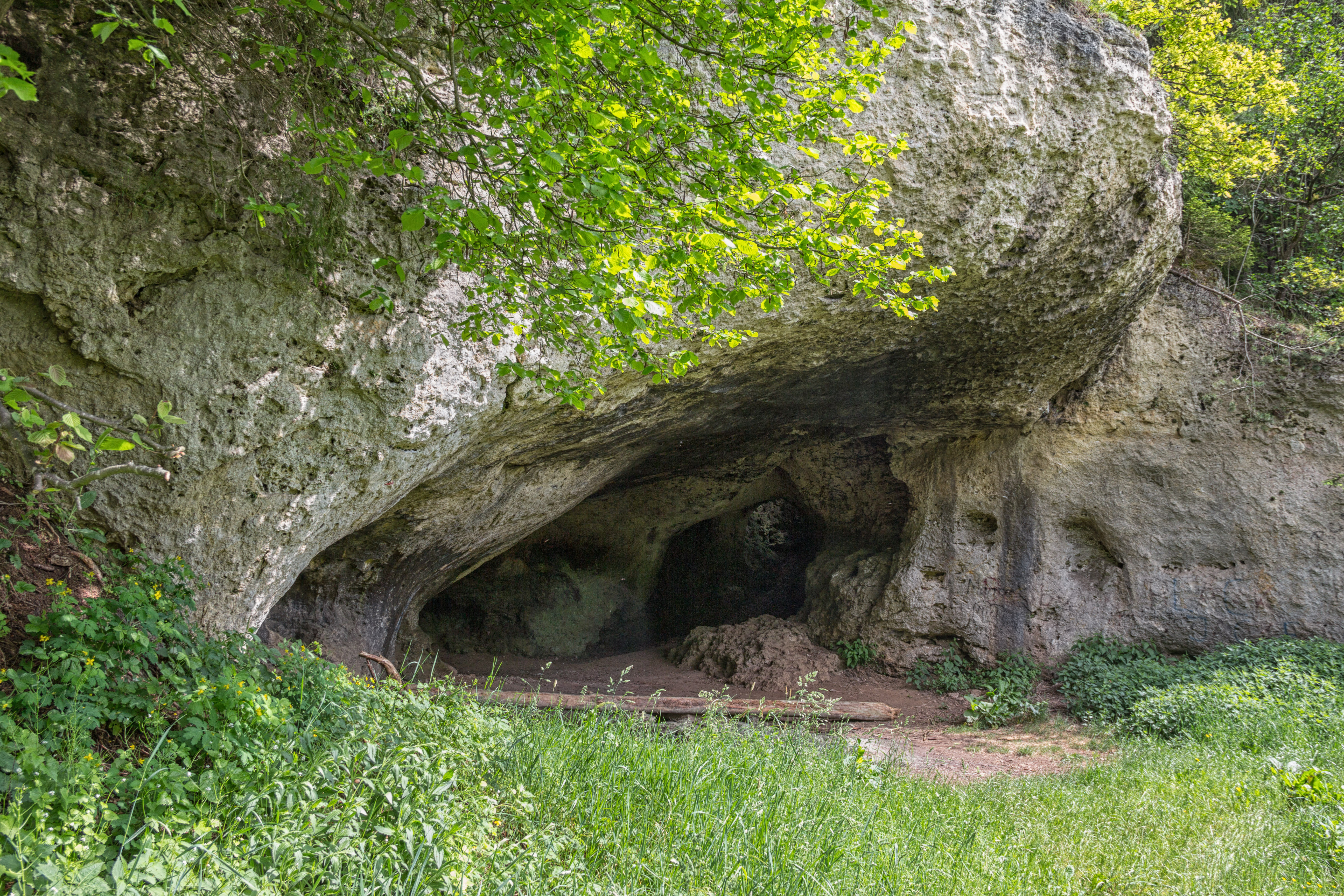
Felslindl im Speckbachtal

Der Ort liegt im Naturpark Fränkische Schweiz – Frankenjura. Nahe Saaß befinden sich einige Naturdenkmäler und Geotope.
Bekannt ist der Ort auch durch die Karsthöhle Felslindl im Speckbachtal.